# 조선왕조실록 봉모당본
조선왕조실록 봉모당본(朝鮮王朝實錄 奉謨堂本)은 대한민국 경기도 성남시 분당구, 한국학중앙연구원에 있는 조선왕조실록이다. 2019년 6월 26일 대한민국의 국보 제151-5호로 지정되었다.

## 개요
『조선왕조실록(朝鮮王朝實錄)』은 조선 태조(太祖)에서부터 조선 철종(哲宗) 때까지 25대 472년간(1392～1863)의 역사를 편년(編年)으로 정리한 책이다. ‘성종대왕실록(成宗大王實錄)’처럼 왕의 묘호(廟號)를 붙인 서명으로 간행되었으므로, 일반적으로 ‘조선왕조실록’ 이라고 통칭한다. 완질은 1,717권에 이르는 방대한 기록이다. 완성된 실록은 재난에 대비하고자 춘추관사고(春秋館史庫; 서울), 정족산사고(鼎足山史庫; 강화), 태백산사고(太白山史庫; 봉화), 오대산사고(五臺山史庫, 평창), 적상산사고(赤裳山史庫, 무주)의 전국 5대 사고(史庫)에 보관하였다.
조선왕조실록은 조선시대의 정치ㆍ문화․사회ㆍ외교ㆍ경제ㆍ군사ㆍ법률 등 각 방면의 역사적 사실이 망라되어 있으며, 국왕도 마음대로 열람하지 못했을 정도로 진실성과 신빙성이 매우 높은 사료이다. 이러한 가치를 인정받아 1973년 12월31일 국보 제151호로 정족산사고본 1,181책(제151-1호), 태백산사고본 848책(제151-2호), 오대산사고본 27책(제151-3호), 기타 산엽본 21책(제151-4호), 도합 2,077책을 국보로 지정하였다. 이후 국제적으로도 역사적․학술적 가치를 인정받아 1997년 10월 유네스코 세계기록유산에도 등재되었다. 2006년에는 일본 동경대학교가 서울대학교에 오대산사고본 실록 47책을 기증함으로써 국보 제151-3호에 편입된 변화가 있었다. 이번에 신규 지정된 비지정 실록은 한국학중앙연구원 장서각 소장 조선왕조실록 봉모당본이다.
봉모당(奉謨堂)은 정조 때 규장각 부속 건물 중 하나로 역대 국왕의 어제어필(御製御筆), 선원록(璿源錄), 국조보감(國朝寶鑑) 등 왕실자료를 보존하던 곳이다. ‘조선왕조실록 봉모당본’은 현재 한국학중앙연구원 장서각에 소장된 실록부록 6책을 일컫는 것으로 모두 권수제면 우측 윗부분에「봉모당인(奉謨堂印)」이라는 소장인이 찍혀 있다. ‘조선왕조실록 봉모당본’은 조선 후기에 어람용(御覽用) 실록을 특별히 제작해 창덕궁 후원 봉모당에 보관 관리하였다는 역사적 사실을 보여주는 사례로, 조선왕조실록 제작 전통의 다양성을 보여준다는 점에서 의의가 있다.

## 같이 보기
- 조선왕조실록

## 참고 자료
- 조선왕조실록 봉모당본 - 국가유산청 국가유산포털